# Burton Lake (Antarktika)
Der Burton Lake (auch Lake Burton) ist ein mehr als 10 m tiefer, hypersaliner See auf Meereshöhe in den Vestfoldbergen an der Ingrid-Christensen-Küste des ostantarktischen Prinzessin-Elisabeth-Lands. Zum benachbarten Krok-Fjord besteht eine Verbindung, durch die in Abhängigkeit von den Gezeiten Salzwasser in den See eingetragen wird. Er ist Teil eines besonders geschützten Gebiets in der Antarktis (ASPA #143).
Der Burton Lake ist unter diesen Schutzgebieten die einzige meromiktische Lagune. Der See wird auch als Lagune klassifiziert, da er sich in einem geologischen Stadium der biologischen und physio-chemischen Entwicklung eines terrestrischen Wasserkörpers (See) aus einer marinen Umgebung (Bucht) befindet.
Der See wird ganzjährig limnologisch untersucht. Das Antarctic Names Committee of Australia benannte ihn nach dem Biologen Harry Burton, der 1974 und 1978 auf der Davis-Station tätig war und dabei biologische Untersuchungen in den Seen der Vestfoldberge durchgeführt hatte.